# Coppa Italia (baseball)
La Coppa Italia è una competizione esterna al campionato italiano di baseball. Istituita nel 1967, la prima edizione fu vinta dalla Europhon Milano. 
In tale competizione si affrontano, solo squadre della stessa categoria. Di seguito sono riportate le vincitrici della coppa delle massime serie del campionato italiano di baseball, la Serie A1 e l'Italian Baseball League, sostituite dal 2021 con la Serie A.

## Albo d'oro di Serie A1
- 1967: Europhon Milano
- 1968: non disputata
- 1969: Tanara Parma
- 1970: Glen Grant Nettuno
- 1971: Bernazzoli Parma
- 1972: non disputata
- 1973: Montenegro Bologna
- 1974: non disputata
- 1975: non disputata
- 1976: non disputata
- 1977: Harry's Roma
- 1978: non disputata
- 1979: non disputata
- 1980: non disputata
- 1981: Riogrande Grosseto
- 1982: Del Monte Bologna e Juventus 48 [1]
- 1983: Telemontecarlo Novara
- 1984: Nuova Stampa Firenze
- 1985: non disputata
- 1986: non disputata
- 1987: non disputata
- 1988: non disputata
- 1989: non disputata
- 1990: Mediolanum Milano
- 1991: Mediolanum Milano
- 1992: Tosi Novara
- 1993: Cariparma
- 1994: Cariparma
- 1995: Caffè Danesi Nettuno
- 1996: Cariparma
- 1997: Italeri Bologna
- 1998: Caffè Danesi Nettuno
- 1999: Papalini Grosseto
- 2000: Cus Ceci Parma
- 2001: Semenzato Rimini
- 2002: Semenzato Rimini
- 2003: Italeri Bologna
- 2004: Prink Grosseto
- 2005: Italeri Bologna
- 2006: T&A San Marino
- 2007: non disputata
- 2008: Unipol Bologna
- 2009: T&A San Marino
- 2010: Unipol Bologna
- 2011: Caffè Danesi Nettuno
- 2012: Unipol Bologna
- 2013: Rimini Baseball
- 2014: Rimini Baseball
- 2015: UnipolSai Bologna
- 2016: Rimini Baseball
- 2017: UnipolSai Bologna
- 2018: UnipolSai Bologna
- 2019: non disputata
- 2020: non disputata
- 2021: non disputata
- 2022: UnipolSai Bologna

## Statistiche
| # | Città      | Squadre     | Titoli |
| - | ---------- | ----------- | ------ |
| 1 | Bologna    | Fortitudo   | 12     |
| 2 | Parma      | Parma       | 6      |
| 3 | Rimini     | Rimini      | 5      |
| 4 | Nettuno    | Nettuno     | 4      |
| 5 | Milano     | Milano 1946 | 3      |
| 5 | Grosseto   | Grosseto    | 3      |
| 7 | Novara     | Novara      | 2      |
| 7 | San Marino | San Marino  | 2      |
| 9 | Firenze    | Fiorentina  | 1      |
| 9 | Torino     | Juve 98     | 1      |
| 9 | Roma       | Roma        | 1      |